# Balg (Baden-Baden)
Balg is een plaats in de Duitse gemeente Baden-Baden, deelstaat Baden-Württemberg, en telt 1355 inwoners.

## Geografie
Balg bevindt zich op een hoogte van 205,5 m. Deze wijk ligt aan de noordwestkant van de Hardberg.

## Geschiedenis
De eerste schriftelijke vermelding van de plaats stamt uit het jaar 1288.
Tot 1 april 1939 was Balg een zelfstandige gemeente.

## Organisaties
- Stadtklinik
- Lagere school Balg
- Kleuterschool St. Felix
- Vrijwillige brandweer Balg
- Equestrian Center Baden-Baden-Balg

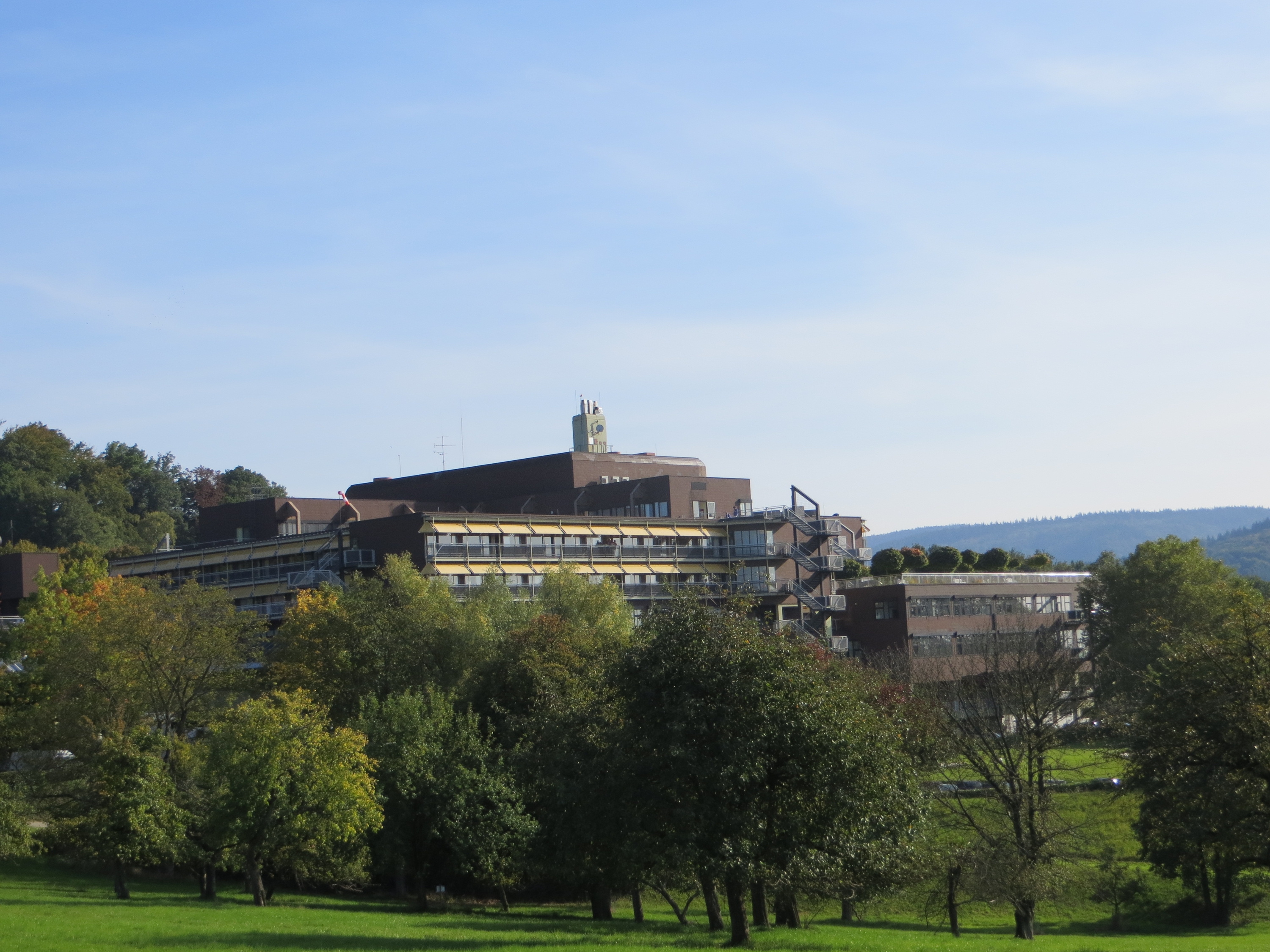
Stadtklinik in Baden-Baden Balg

## Fotogalerij

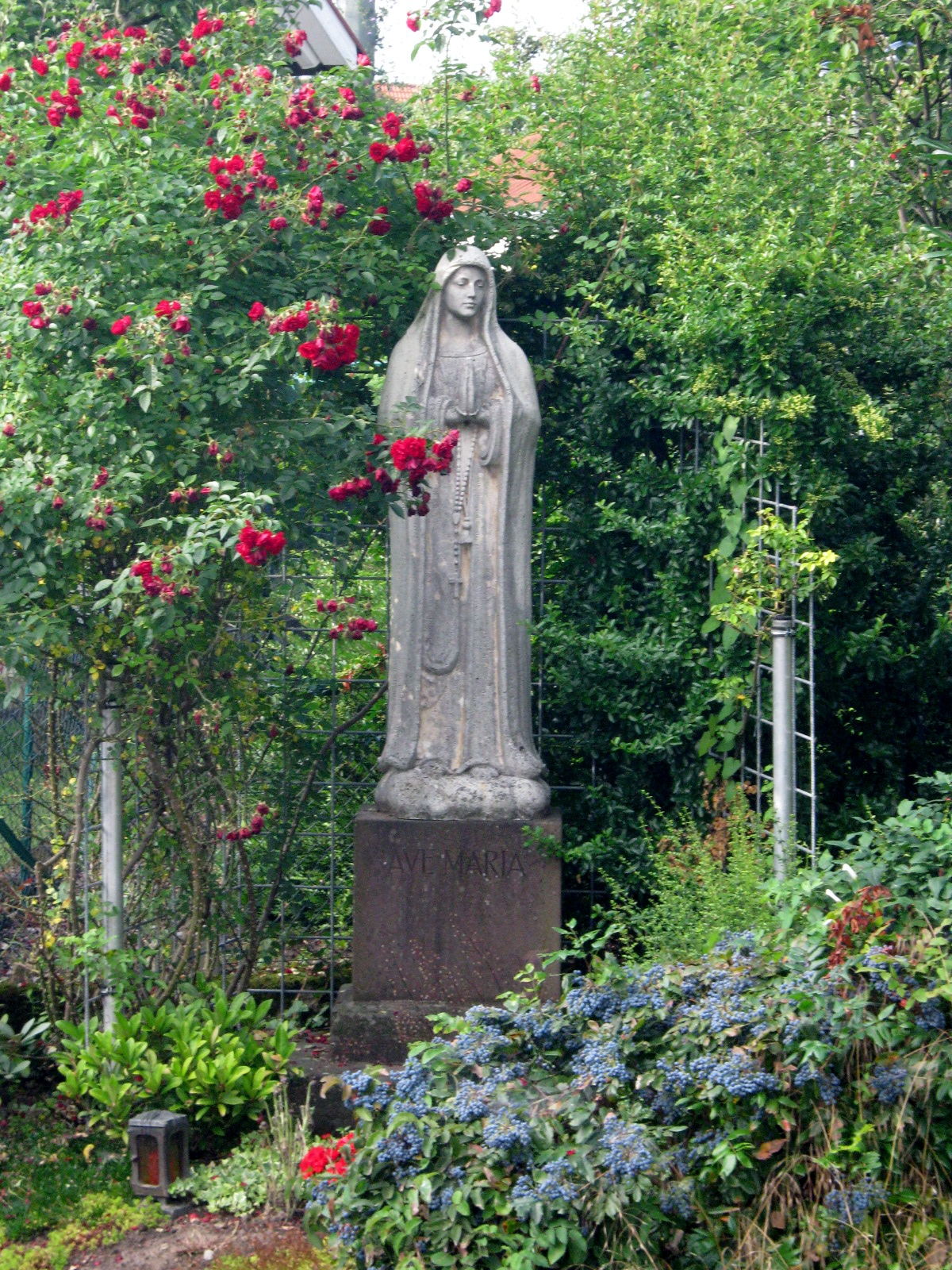
Standbeeld aan het begin van Gaßeck
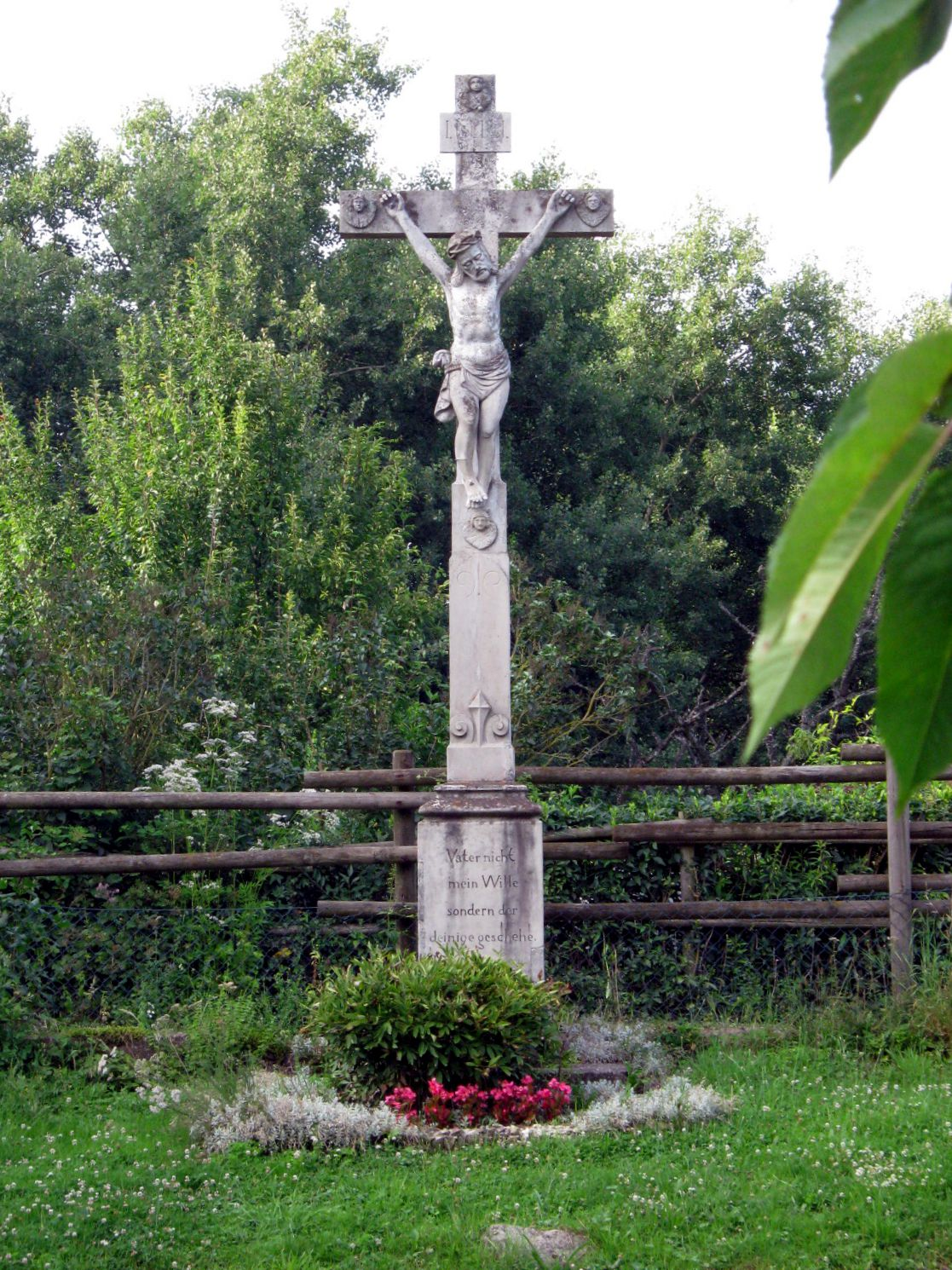
Kruis aan het einde van Gaßeck

## Voetnoten
1. ↑  Balg - Hardberg
2. ↑  Großh. General-Landesarchiv zu Karlsruhe, Haus-und Staatsarchiv (Rudolf II van Baden)

Balg · Ebersteinburg · Gaisbach · Geroldsau · Haueneberstein · Lichtental · Neuweier · Oos · Sandweier · Steinbach · Varnhalt